# 穆虹
穆虹（1956年12月—），辽宁大连人，中国共产党、中华人民共和国政治人物，副国级领导人，中央财政金融学院（现中央财经大学）金融系金融专业毕业，大学学历，现任十四届全国政协副主席、中央全面深化改革委员会办公室分管日常工作的副主任、博鳌亚洲论坛中国首席代表，副理事长。

## 生平
历任国家计划委员会副处长、处长、副司长、司长，国家发改委司长；广西壮族自治区人民政府主席助理、副主席，自治区发展和改革委员会主任（兼任）等职。
2007年12月任国家发展和改革委员会副主任。2014年1月担任中央全面深化改革领导小组办公室专职副主任，2014年12月升任中央全面深化改革领导小组办公室常务副主任，成为王沪宁的副手。
2023年1月17日，穆虹当选为第十四届全国政协委员。同年3月10日，在政协第十四届全国委员会上当选为全国政协副主席。
2025年6月11日，担任博鳌亚洲论坛中国首席代表，理事会副理事长。